# Gúta (Szíria)
Gúta (arabul: غوطة دمشق) mintegy 20 km hosszú és 12–15 km széles mezőgazdasági övezet Damaszkusz mellett, Szíriában. A terület vízellátását a Barada folyó biztosítja. A huszadik század második felében a népesség beáramlása visszaszorította Gúta mezőgazdasági jellegét, mivel a földterület egy részét kivonták a mezőgazdasági termelésből és lakóövezetté alakították.
A Gútában termelt mezőgazdasági termékek közt van a gyapot, a kukorica, a lucerna, az árpa valamint különféle gyümölcsök.
Gútában a szíriai polgárháború során 2013. augusztus 21-én vegyi fegyveres támadás történt, amelynek során szarint vetettek be a polgári lakosság ellen.